# Bataille de Tagliacozzo
Batailles
1150 – 1200
- Vernavola (1154)
- Spolète (1155)
- Tortone (1155)
- Milan (1158)
- Siziano (1159)
- Crema (1159)
- Carcano (1160)
- Milan (1162)
- Prataporci (1167)
- Alexandrie (1174-1175)
- Legnano (1176)

1201 – 1250
- Calcinato (1201)
- Casei Gerola (1213)
- Cortenuova (1237)
- Brescia (1238)
- Faenza (1239)
- Giglio (1241)
- Viterbe (1243)
- Parme (1248)
- Fossalta (1249)
- Cingoli (1250)

1251 – 1300
- Bataille de Montebruno (1255)
- Cassano (1259)
- Montaperti (1260)
- Bénévent (1266)
- Tagliacozzo (1268)
- Colle (1269)
- Roccavione (1275)
- Desio (1277)
- Forlì (1282)
- Pieve al Toppo (1288)
- Campaldino (1289)

1301 – 1350
- Pavie (1302)
- La Lastra (1304)
- Milan (1311)
- Soncino (1312)
- Gaggiano (1313)
- Rho (1313)
- Ponte San Pietro (1313)
- Scrivia (1315)
- Montecatini (1315)
- Pavie (1315)
- Sestri (1318)
- Bardi (1321)
- Mirandola (1321)
- Gorgonzola (1323)
- Vaprio d'Adda (1324)
- Altopascio (1324)
- Zappolino (1325)
- San Felice (1332)
- San Quirico (1341)
- Gamenario (1345)

1351 – 1402
- Mirandola (1355)
- Casorate (1356)
- Solara (1356)
- Alexandrie (1391)
- Casalecchio (1402)

La Bataille de Tagliacozzo est une bataille survenue le 23 août 1268 à Tagliacozzo, aux Abruzzes, Italie, qui opposa les prétendants au royaume de Sicile Charles d'Anjou et Conrad de Hohenstaufen. Elle s'inscrit dans le cadre plus général de la guerre entre guelfes et gibelins.
En dépit de son infériorité numérique, Charles remporta la victoire grâce à une feinte. La capture et l'exécution de Conradin mirent fin à la lignée des Hohenstaufen. La bataille permit à Charles de conserver le royaume jusqu'en mars 1282.

## Introduction
Après sa victoire remportée à la bataille de Bénévent, en 1266, Charles d'Anjou, comte d'Anjou et de Provence, s'était rendu maître du royaume de Sicile. Encouragé par sa mère et son entourage, le jeune prince allemand Conrad de Souabe décida de mener une expédition afin de chasser les Angevins du sud de l'Italie et leva une très forte armée allemande en Souabe.
Conrad descendit en Italie, passa par Rome et rallia à sa cause des chevaliers italiens et espagnols conduits par Henri de Castille, chef élu par la commune de Rome et ennemi acharné de Charles d'Anjou, et par le Génois Galvano Lancia.
Cette coalition vint livrer bataille à l'armée de Charles dans les plaines de Tagliacozzo. Conradin disposait de la supériorité numérique, avec environ 5 000 à 6 000 hommes contre les 3 000 à 5 000 de Charles,. Ce dernier était cependant à la tête de troupes bien entraînées et moins disparates que celles de son adversaire.
L'armée de Conrad fut divisée en trois corps de bataille, le premier étant commandé par Henri de Castille tandis que Conrad et Frédéric de Bade commandaient la réserve.
L'armée angevine fut, elle aussi, divisée en trois corps : le premier était composé de ses troupes provençales et de Guelfes italiens, le second regroupait le gros de ses troupes françaises, sous le commandement du maréchal Henri de Cusances. Le troisième corps, commandé par Charles lui-même, fut embusqué derrière une colline afin de le dissimuler, sur le conseil d'Érard de Vallery, chevalier français et vétéran des croisades. Les 400 chevaliers de Guillaume II de Villehardouin, prince d'Achaïe, constituent la moitié de ce corps de réserve. Afin de faire croire à la présence de Charles dans le second corps, Henri de Cusances fut revêtu des armes de Charles et accompagné de sa bannière.
Les deux armées étaient séparées par la rivière Salto.

## Déroulement

Schéma de la bataille.

Le premier corps allemand traversa la rivière au matin ; soutenu par le second corps prenant l'ennemi de flanc, il mit en fuite les deux premiers corps angevins. Henri de Cusances fut tué par Henri de Castille qui, le prenant à tort pour Charles d'Anjou, crut la bataille gagnée : la bannière angevine tomba aux mains des partisans de Conrad.

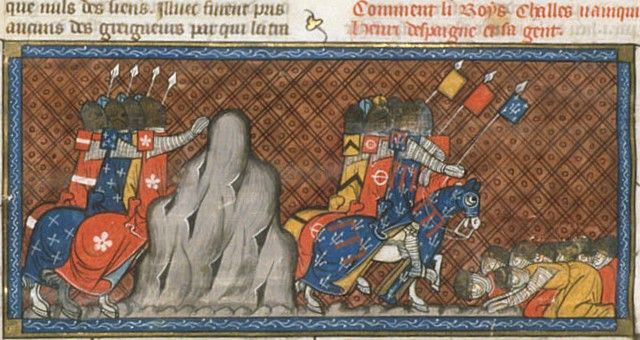
Charles d'Anjou soumettant Henri d'Espagne, illustré par Mahiet dans Les Grandes Chroniques de France

Se pensant vainqueurs, les Allemands se dispersèrent, une partie partant à la poursuite des fuyards et d'autres commençant à piller le camp ennemi. Le cours de la bataille fut renversé par l'intervention du corps de réserve de Charles, qui put venir à bout d'un ennemi ayant perdu sa cohésion.
Conrad s'enfuit. Finalement capturé, le jeune prince allemand sera décapité en place publique quelques semaines plus tard. Henri de Castille, livré à Charles par un abbé, restera captif jusqu'en 1291. Quant à Charles, il se trouvait maître du royaume de Naples et Sicile et fonda la dynastie angevine de Naples. Il perdra cependant ses possessions insulaires à l'occasion d'une révolte populaire, les « Vêpres siciliennes », le 31 mars 1282.